# Али Абу-Рагеб
Али Абу-Рагеб (араб. علي أبو الراغب‎; род. 1946, Амман) — премьер-министр Иордании с 19 июня 2000 по 25 октября 2003 года.
Учёбу в University of Tennessee он закончил в 1967 году.
Премьер-министр Али Абу Рагеб родился в Аммане, Иордания, в 1946 году. Он получил степень бакалавра в области гражданского строительства в 1967 году в Университете Теннесси в Соединённых Штатах.
Абу-аль-Рагеб был партнёром и управляющим директором Национальной инженерной и подрядной организации в 1971—1991 годах. Позже он занимал пост министра промышленности и торговли в 1991 году и в 1995 году. Он также был назначен министром энергетики и минеральных ресурсов в 1991—1993 годах и был избран в парламент Иордании в 1993 году. Абу Рагеб был назначен премьер-министром и министром обороны 19 июня 2000 года.